# Salix ligulifolia
Salix ligulifolia es una especie de sauce perteneciente a la familia de las salicáceas. Es nativa del oeste de los Estados Unidos, donde crece en hábitats húmedos y muy húmedos, tales como ríos, pantanos y llanuras de inundación en la Sierra Nevada en California.

## Descripción
Salix ligulifolia es un arbusto que crece hasta los 8 metros de altura. Las hojas en forma de lanza pueden crecer más de 13 centímetros de largo. Están finamente dentadas en los bordes, con unas hojas que aparecen casi de bordes lisos o salpicado de las glándulas. La inflorescencia es un peludo amento. Los amentos masculinos cortos y robustos, de hasta 3 o 4 centímetros de largo, y los femeninos de un poco más. 

## Taxonomía
Salix ligulifolia fue descrita por (C.R.Ball) C.R. Ball ex C.K.Schneid. y publicado en Brittonia 47(2): 168, en el año 1995.
Etimología
Salix: nombre genérico latino para el sauce, sus ramas y madera.
ligulifolia: epíteto latino que significa "hojas con lígula".
Sinonimia
- Salix cordata var. crux-aurae Kelso
- Salix cordata var. denveriana Kelso
- Salix cordata var. desolata (E.H. Kelso) Kelso
- Salix cordata var. ligulifolia (C.R. Ball) Kelso
- Salix cordata f. pseudomackenziana Kelso
- Salix eriocephala var. ligulifolia (C.R. Ball) Dorn
- Salix lutea var. desolata E.H. Kelso
- Salix lutea var. ligulifolia C.R. Ball
- Salix rigida var. ligulifolia (C.R. Ball) Argus
- Salix rigida subsp. ligulifolia (C.R. Ball) A.E. Murray[4]